# سرخنكلاتة
سرخنكلاتة (بالفارسية: سرخنکلاته) هي مدينة تقع في إيران في Baharan District. يقدر عدد سكانها بـ 6,507 نسمة .